# Брилёв, Сергей Борисович
Серге́й Бори́сович Брилёв (род. 24 июля 1972, Гавана, Куба) — российский журналист и телеведущий, общественный деятель, кандидат исторических наук (2018), доктор исторических наук (2025). Руководитель студии «Авторская программа Сергея Брилёва», заместитель генерального директора телеканала «Россия» по специальным информационным проектам, руководитель и ведущий программы «Вести в субботу» (сентябрь 2008 — февраль 2022), Член Попечительского совета музея-заповедника В. Д. Поленова, Член Наблюдательного совета Волгоградского государственного университета, Почётный профессор Волгоградского государственного университета.
Президент ассоциации «Глобальная энергия» (с 3 февраля 2020 года), соучредитель и президент «Института Беринга-Беллинсгаузена» (Монтевидео, Уругвай), член Академии Российского телевидения (с 2006 года), бывший член Общественного совета при Министерстве обороны РФ.
Из-за «распространения пропаганды» во время вторжения России на Украину находится под санкциями Великобритании, Украины, Австралии и Канады.

## Биография
Родился 24 июля 1972 года в Гаване (Куба) в семье сотрудников торгпредства. Детство и отрочество провёл между Москвой, Эквадором и Уругваем (где работали родители). В школе и студентом играл в любительском театре (в московской школе № 109, известной как «школа Евгения Ямбурга»). Состоял в комсомоле.
Впервые появился на телеэкранах в 1988 году, в популярной программе «12 этаж» в качестве одного из её героев. Один из её соведущих Владислав Флярковский, подметив «подвешенный язык» молодого Брилёва, предложил ему поступать на журналиста вместо юриста, как тот планировал. Уже спустя 7 лет Брилёв стал работать в программе «Вести», где Флярковский был одним из основных её ведущих.
Образование: МГИМО (1989—1995 гг., международная журналистика). Обучался на одном курсе с известными журналистами Станиславом Кучером и Алексеем Кондулуковым, но окончил МГИМО на год позже них из-за академического отпуска, за время которого в 1990—1991 годах обучался в Институте иностранных языков Монтевидео (Уругвай). В последующие годы прошёл через курсы Би-би-си (Великобритания) и Агентства США по международному развитию (USAID). Пытался учиться на факультете менеджмента Вестминстерского университета (Лондон), но покинул учебное заведение в связи с загруженностью по работе.
Свободно владеет английским и испанским языками.
С 2001 года является гражданином Великобритании, о чём публично стало известно в 2018 году.
С 6 сентября 2008 по 26 февраля 2022 года вёл «Вести в субботу», сменив при этом Андрея Кондрашова. Его напарницей является Татьяна Ремезова.

## Журналистская деятельность
В 1990—1993 годах работал корреспондентом-стажёром в отделе науки и образования в газете «Комсомольская правда».
Во время обучения в Уругвае (1990—1991) стал регулярным автором местных газет «La Republica» и «EI Observador Economico». В это же время начал свою телевизионную карьеру: был соавтором программы «СОДРЕ» на Пятом канале (Уругвай), где сообщал о русских староверах в департаменте Рио-Негро.
В 1993—1995 годах — специальный корреспондент газеты «Московские новости» (международный отдел). Писал, в основном, о Латинской Америке. Стал первым корреспондентом, который смог прибыть на Кубу после запрета распространения издания на территории страны (во время кризиса с беженцами на плотах). Параллельно был московским корреспондентом уругвайской «EI Observador Economico» и аргентинской «La Razon», а также экспертом по Латинской Америке Государственной Думы РФ. Работая в «Московских новостях», стал регулярно делать телевизионные репортажи для программ «Международная панорама» (совместно с Дмитрием Якушкиным) и «Формула 730» (где и получил предложение перейти на работу на телевидение в программе «Вести»).
С 1995 года работает на телеканале «Россия».
В 1995—1996 годах — специальный корреспондент «Вестей» (в том числе во время «Первой чеченской» и событий в Будённовске). В 1995 году, в перерыве между командировками в Чечню, окончил курсы Би-би-си в Лондоне.
В 1996—2001 годах — заведующий бюро в Лондоне. Занимая данную должность, до 2000 года периодически публиковался в «Независимой газете». В 2001 году согласился на предложение председателя ВГТРК Олега Добродеева стать ведущим программы «Вести», через месяц после этого вернулся в Москву.
Первый эфир в качестве ведущего пришёлся на 11 сентября 2001 года (день терактов в США). Изначально дебют Брилёва был назначен на 17 сентября 2001 года, но первое появление его как ведущего состоялось на неделю раньше по причине того, что руководству канала для синхронного перевода и комментария к картинке прямого эфира срочно требовался журналист, понимающий английский язык.
Я хотел поблагодарить руководство канала за то, что они нас прикрывают. Прикрывают за то, что мы иногда все-таки занимаемся тем хулиганством, что показываем несколько правд, которые есть. Хотя нам очень здорово достается от тех наших зрителей, которые считают, что правда какая-то одна. Делать это сложно, хотя в сегодняшней России уже и спокойствие — плюрализм.
Ведущий вечерних «Вестей» (2001—2003), «Вестей недели» (2003—2007), «Вестей в субботу» (2008—2022). В перерывах и в паузах вел программы «Форт Боярд» (русский сезон 2002 года), «Вести. Подробности» (2005—2006), «Пятая студия» (2007—2008), «Прямая линия с Президентом РФ В. В. Путиным» (2001—2007), а также «Федерация» (2009—2010, вместе с Татьяной Ремезовой), «Линия Назарбаева» и проект «И это всё?» про Анатолия Чубайса и окончание деятельности РАО ЕЭС (на канале «Россия-24»).
Комментировал инаугурации Президентов Российской Федерации в 2004, 2008, 2012 и 2018 годах 2024 годах в паре с Екатериной Андреевой в прямом эфире «Первого канала», «России», ТВЦ и т. д. 9 мая 2005 года также комментировал прямую трансляцию с военного парада на Красной площади, вместе с Екатериной Андреевой, Игорем Кирилловым и Анной Шатиловой на «Первом канале» и «России».
С 7 декабря 2012 по 6 декабря 2018 года принимал участие в ежегодных «Разговорах с Дмитрием Медведевым».
С 28 февраля 2015 по 11 сентября 2016 года — автор и ведущий (вместе с Татьяной Наумовой) обновлённого цикла фильмов «Вести. Федерация» на телеканале «Россия-24», рассказывающего об экономической ситуации в субъектах Российской Федерации.
Автор сценариев и соведущий (с Татьяной Наумовой, Дарьей Козловой и Марией Бондаревой) серии передач из рубрики «Без виз» (Монголия, Уругвай, Гренада, Куба, Босния и Герцеговина).
С 5 по 26 декабря 2015 года заменял своего коллегу, Дмитрия Киселёва, в качестве ведущего интеллектуального шоу «Знание — сила», которое выходило на телеканале «Россия-1» с 19 сентября.
15 марта 2022 года опроверг появившуюся информацию о своем уходе из ВГТРК, сообщив, что находится в командировке в Бразилии, где работает над репортажами о реакции в разных странах на события на Украине. Одновременно занят на съёмках двух документальных фильмов.
22 июля 2022 года объявил об уходе из руководства ВГТРК.
С 8 августа 2022 года возглавляет студию «Авторская программа Сергея Брилёва» на телеканале «Россия».
29 апреля 2025 года в МГИМО защитил диссертацию на соискание ученой степени доктора исторических наук на тему «Взаимодействие советских и британских спецслужб на европейском направлении в 1941—1945 гг.» (научный консультант — доктор исторических наук, профессор кафедры теории и истории международных отношений Санкт-Петербургского государственного университета В. Л. Хейфец).

### Содержание и стиль телепрограмм
Одно из основных направлений профессиональной деятельности — эксклюзивные интервью с «первыми лицами»: президентами, премьер-министрами и министрами иностранных дел.
На пресс-конференции президента РФ в 2012 году Брилёв интересовался у Владимира Путина о том, будет ли он давать поручение МИДу о пересмотре российско-американского соглашения об усыновлении детей, а также задавал вопрос о рисках перехода достигнутой финансовой стабильности в застой.
На государственном телевидении Брилёв поднял тему о происходящем вокруг Гоголь-центра и режиссёра Кирилла Серебренникова по делу о хищениях в «Седьмой студии».
Брилёв стал первым из журналистов, кто спросил Путина о личностях Александра Петрова и Руслана Боширова, которые подозреваются властями Великобритании в покушении на жизнь Сергея Скрипаля и его дочери Юлии в Солсбери.
После сообщения об убийстве в ночь на 28 февраля 2015 года оппозиционера Бориса Немцова изменил план программы и пригласил в прямой эфир близкого друга и соратницу политика Ирину Хакамаду.
В своих программах Брилёв регулярно обращается к творческому наследию Александра Солженицына и записывает интервью с Наталией Солженицыной.
Помимо политиков и бизнесменов, в программах Брилёва регулярно участвуют общественные деятели. Одной из его собеседниц не раз была лидер правозащитного движения в России Людмила Алексеева.
К числу частых тем Брилёва относятся репортажи из штаб-квартиры Службы внешней разведки Российской Федерации, интервью с действующими сотрудниками и ветеранами нелегальной разведки. К их числу относятся директор СВР Сергей Нарышкин, ветераны СВР Андрей Безруков, Гоар Вартанян, Людмила Нуйкина, Тамара Нетыкса и многие другие.
В работе И. А. Мальцевой «Приёмы психологического воздействия СМИ на телеаудиторию посредством выпуском новостей» Сергей Брилёв перечисляется среди современных российских журналистов, которые наиболее эффективно апеллируют к эмоциям своего зрителя (трое других, по мнению автора, это Ирада Зейналова, Пётр Толстой и Вадим Такменёв)/ Автор отмечает у телеведущего интеллигентность в подаче информации, которая привлекает зрителей, его умение брать интервью. Делается вывод, что:
Брилёв даёт оценку событиям мягко и сдержанно, больше давая тему для размышления самому зрителю, не навязывая ему своего мнения, но при этом снабжая адресата обилием информации.
В работе Е. М. Крижановской «Интервью с политическим лидером: специфика жанра и мастерство журналиста (по материалам телепрограммы
„Вести в субботу с Сергеем Брилёвым“)» рассматриваются особенности политических интервью ведущего. Отмечается, что для них характерна доброжелательная атмосфера и конструктивно-деловой характер диалога по актуальным проблемам российской политики, при этом отсутствует какое-либо неуважительное или фамильярное к собеседнику, а сам тележурналист не стремится занять большую часть разговора собственными рассуждениями. Среди интервью Брилёва преобладают протокольные, информационные и проблемные. К интервьюируемому проявляется достаточно искренний интерес, используются контактные, адресные и программные типы вопросов и применяются разнообразные тактические приёмы, например, в ходе интервью Брилёв «вспоминает какой-либо факт из биографии или деятельности интервьюируемого». Другой приём Брилёва: выдвижение тезиса, который сопровождается небольшим комментарием журналиста (либо дается опровержение тезиса), а затем интервьюируемому задается вопрос.

## Документальное кино
Cергей Брилёв является автором и ведущим следующих документальных фильмов (в том числе как заместитель генерального директора телеканала «Россия» по специальным информационным проектам и — с 2022 года — как руководитель студии «Авторская программа Сергея Брилёва»):
- «Елизавета: королева-мать, королева сердец» (2000) — к 100-летию королевы-матери Елизаветы Боуз-Лайон[70],
- «Тяжёлая нефть» (2011) — о современном состоянии и основных тенденциях развития нефтяной промышленности России[71],
- «Другой уголь» (2011) — о новом подходе к многовековой добыче угля,
- «Право на право» (2011) — к 20-летию Конституционного суда[72],
- «Карибский кризис. Непонятная история» (2012)[73] — фильм-расследование, рассказывающий о ранее неизвестных подробностях политического противостояния между СССР и США в октябре 1962 года и вызвавший общественные споры[74],
- «ЧВС» (2013) — к 75-летию со дня рождения Виктора Черномырдина[75][76] (в соавторстве с Павлом Селиным[77]),
- «Конституционная практика» (2013) — фильм, снятый к 20-летию со дня принятия Конституции РФ[78],
- «Думская мысль» (2014) — к 20-летию Государственной думы[79],
- «Тайна трёх океанов» (2014) — фильм, посвящённый подводной лодке Тихоокеанского флота С-56 и её участию в годы Великой Отечественной войны[80]. Обладатель Гран-при международного телефестиваля «Человек и море» (Владивосток)[81],
- «Евгений Примаков. 85» (2014) — к 85-летию Евгения Примакова[82],
- «Национальная сокровищница России» (2014) — история Алмазного фонда и его наиболее значимых экспонатов[83],
- «Пхеньян-Сеул. И далее…» (2015) — фильм, рассказывающий о подробностях освобождения Корейского полуострова Красной армией в августе 1945 года (в соавторстве с Мариной Ким)[84],
- «Михаил Горбачёв: сегодня и тогда» (2016) — к 85-летию Михаила Горбачёва,
- «История только начинается» (2016) — фильм, снятый к 20-му, юбилейному Петербургскому международному экономическому форуму[85],
- «Шаймиев. В поисках Тартарии» (2017) — к 80-летию Минтимера Шаймиева[86],
- «Чуркин» (2018) — к первой годовщине памяти Виталия Чуркина,
- «Россия-Япония: всё только начинается» (2018) — к визиту в Россию премьер-министра Японии Синдзо Абэ,
- «Огненная кругосветка» (2019) — о переходе ледокола «Микоян» на Дальний Восток через пролив Босфор для работы на Арктике, получившем название «Огненный рейс»[87].
- «Россия-Китай. Всё только начинается» (2019) — о сегодняшнем и завтрашнем дне российско-китайских отношений. Фильм снят в преддверии ПМЭФ, главным гостем которого был председатель КНР Си Цзиньпин[88],
- «Волга, Кама и притоки» (2020) — ко Дню Республики Татарстан и 100-летию с момента учреждения Татарской АССР,
- «Наша Африка в Латинской Америке» (2020) — к 100-летию Службы внешней разведки РФ,
- «Даёшь Кузбасс!» (2021) — к 300-летию региона,
- «Выход из карантина» (2022) — цикл фильмов о борьбе с пандемией коронавируса,
- «Мировой водораздел» (2022) — о тайнах и загадках строительства гидроэлектростанций в мире,
- «Трое русских в индейской лодке» (2022) — к 100-летию Юрия Кнорозова и о вкладе Александра Ионина и Ивана Беляева в изучение Южной Америки[89],
- «Вслед Фиделю» (2022) — фильм о Фиделе Кастро, приуроченный к открытию в Москве памятника в его честь[90],
- «Арнольд Дейч. Последняя легенда» (2022) — к 100-летию нелегальной разведки и 80-летию гибели легендарного разведчика Арнольда Дейча в Северном Ледовитом океане[91],
- «Самба. Румба. Танго. Атом» (2023) — документальный спецпроект о развитии атомной энергетики в Южной Америке[92],
- «Врата Солнца» (2023) — документальный спецпроект о российско-боливийском сотрудничестве в области ядерной медицины[93],
- «Тушёнка. Солонина. Разведка» (2023) — к 80-летию победы в Сталинградской битве: о поставках для советской армии по ленд-лизу продовольствия, которое производилось в Аргентине, Бразилии и Уругвае[94],
- «Новый Свет. Николай Вавилов» (2023) — о последней большой экспедиции в страны Латинской Америки выдающегося русского учёного Николая Вавилова[95],
- «Мировой водораздел 2023» (2023) — продолжение цикла документальных фильмов о мировой гидроэнергетике[96],
- «Что пошло не так? К 50-летию переворотов в Чили, Аргентине, Уругвае» (2023) — о мятежах 1973 года в Южной Америке и о последствиях, к которым привела военная диктатура[97],
- «Под микроскопом. Куба — Сталинград» (2023) — о мистике в отношениях Москвы и Гаваны в дни Сталинградской битвы. Совместное производство «Авторской студии Сергея Брилёва» и Надежды Кулешовой из ГТРК «Волгоград-ТРВ»[98],
- «Разведка. Письмо из Африки» (2023) — о рассекреченных деталях подвига разведчика-нелегала Алексея Козлова, который раскрыл ядерную программу ЮАР[99],
- «Новый свет. Брежнев на Кубе» (2024) — к 50-летию с момента исторического визита советского лидера Леонида Брежнева на Кубу[100],
- «Разведка. Команданте Михаил» (2024) — памяти разведчика-нелегала, Героя Советского Союза Михаила Васенкова, который на Западе был известен как Хуан Ласаро[101],
- «Новый Свет. Забытая волна» (2024) — к 80-летию освобождения Минска от немецко-фашистских захватчиков и 85-летию присоединения Западной Белоруссии к Белорусской ССР[102],
- «На дне неба» (2024) — снятый в Карелии, Московской области и Бразилии фильм посвящён восстановлению исторической памяти о легендарном самолёте-бомбардировщике ТБ-3[103],
- «Мировой водораздел. Белый уголь» (2024) — в канун Восточного экономического форума: продолжение цикла документальных фильмов о мировой гидроэнергетике[104],
- «Разведка. Невидимки» (2024) — фильм сразу о двух поколениях разведчиков-нелегалов, прошедших через Южную Америку: о супругах Дульцевых и Михаиле Васенкове (Хуане Ласаро)[105],
- «Новый свет. Как будет бензин?» (2024) — об исторической роли нефти и бензина из Латинской Америки в Сталинградской битве[106],
- «Счастлива та разведка» (2024) — о жизни в СССР легендарных разведчиков: Джорджа Блейка и Кима Филби, и о роли Николая Лоенко в их истории[107],
- «Чили — Россия: однажды и навсегда» (2025) — совместный фильм с ГТРК «Волгоград-ТРВ» о судьбах чилийских юношей и девушек, которые застряли в СССР в результате переворота Пиночета[108],
- «Полезные германцы» (2025) - фильм к 80-летию Победы, снятый в Подмосковье и Уругвае, об участии Николаоса Риля в советском атомном проекте и следах Генриха Мюллера в Южной Америке[109],
- «Даешь киловатты!» (2025) - фильм к 80-летию Победы: о самоотверженной работе энергетиков в годы Великой Отечественной войны[110].

## Художественные фильмы
- Вторжение (2019) — камео[111]

## Взгляды
Выступал в поддержку Владимира Путина, которого называл единственным системным либералом в стране. Вместе с тем Брилёв негативно отзывался о его системных (партия «Яблоко», за которую голосовал с 1993 года) и внесистемных (Михаил Касьянов, Эдуард Лимонов, Гарри Каспаров) политических противниках. При этом оппозиционные политики, среди которых Касьянов, Лимонов, Борис Немцов, Ирина Хакамада, Геннадий Зюганов, Григорий Явлинский, Михаил Прохоров, Владимир Рыжков и другие, неоднократно принимали участие в телепрограммах Брилёва.
Сергей Брилёв высказывается за диалог между странами. Будучи кандидатом исторических наук, Брилёв активно сотрудничает с британскими историками и архивистами. Совместно подготовил ряд видеосюжетов о неизвестных подробностях и версиях казни царской семьи. Вместе с британским историком Бернардом О’Коннором рассказал на пресс-конференции о сотрудничестве советских и британских спецслужб в годы Второй мировой войны и написал книгу «Разведка. „Нелегалы“ наоборот».

## Оценки
Отличительной чертой телевизионных программ Сергея Брилёва было отсутствие какой-либо критики из его уст в адрес президента Владимира Путина, хотя при этом он позволял себе негативно высказываться в адрес Правительства, Государственной думы и т. д. Согласно его объяснениям, это происходило из-за:
- неприятия критики в адрес политиков со стороны ведущего или журналистов телеканала (это правило нарушалось им самим касательно маршей несогласных («толку из таких коалиций обычно не бывает») и событий на Манежной площади («массовые бесчинства»)[117][118]),
- собственного голосования против проекта конституции РФ на референдуме 1993 года при президенте Борисе Ельцине, которым он «лишил себя права» на критику действующей по новым законам власти.

Обозреватель газеты «Коммерсантъ» Арина Бородина отмечала, что итоговые программы «Вести недели» и «Время» («Первый канал») неоднократно давали единообразную информационную повестку: в них совпадали темы сюжетов и оценки тех или иных событий, а для комментариев привлекались общие спикеры. Так, при обсуждении послания президента Федеральному Собранию в 2004 году, ведущий «Времени» Пётр Марченко указывал, что «свобода и ответственность — ключевые слова в выступлении президента», в то время как Брилёв акцентировал внимание на том, что президент «упрямо повторял о свободе и демократии». Другим примером было вышедшее в один день интервью начальника управления собственной безопасности МВД Константина Ромодановского, отличавшееся лишь местом действия: Брилёв сидел в кабинете, а Марченко прогуливался со спикером по аллее. Также журналистка уличала Брилёва в сокрытии информации на примере событий на Манежной площади, когда ведущий промолчал о националистическом характере митинга, на волне которого и произошли дальнейшие столкновения граждан с милицией.
По мнению телекритика Ирины Петровской, Брилёву присуща интеллигентная манера ведения телевизионных программ, он не позволяет себе грубостей и откровенных передёргиваний, свойственных телеканалу «Россия», представляет собой амплуа «пропагандист-лайт».
По мнению Алексея Навального, высказанному в ноябре 2018 года, Брилёв является одним из главных «путинских пропагандистов», который никогда не критикует Владимира Путина и российскую власть в целом. В качестве примера он привёл абсолютное игнорирование «Вестями в субботу» в 2018 году митингов против пенсионной реформы, протестов в Ингушетии или публикацией Великобритании новых доказательств причастности сотрудников ГРУ, по делу отравлению Скрипалей (в последнем случае журналист уделил больше времени сюжету, посвящённому самостоятельному закрытию герцогиней Меган Маркл двери автомобиля).
Пресс-секретарь президента РФ Дмитрий Песков полагает, что пример Брилёва доказывает: можно иметь гражданство Великобритании и быть настоящим патриотом России.
По мнению журналиста Олега Кашина, «Брилёв — это главный либерал на государственном телевидении». Такого же мнения придерживается однокурсник Брилёва по МГИМО, журналист Станислав Кучер.
Последний выпуск программы Брилёва «Вести в субботу» вышел в эфир 26 февраля 2022 года. Позже Сергей Брилёв сообщил СМИ, что находится в командировке в Бразилии.
The Guardian называет его «одним из самых популярных российских телеведущих, которого обвиняют в пропаганде российского президента Владимира Путина».

## Общественная полемика о связях Брилёва с Великобританией и его британском гражданстве
23 ноября 2018 года Алексей Навальный опубликовал в видеоблоге расследование Фонда борьбы с коррупцией, посвящённое Брилёву. Согласно материалам расследования, широко цитировавшимся в СМИ, имена Брилёва и его жены в 2001 году находились в списке избирателей лондонского района Ноттинг-Хилл, где они арендовали жильё в те годы; а с 2016 года жене Брилёва в Лондоне принадлежит квартира в районе Чизик стоимостью 700 тыс. фунтов (66 млн рублей), приобретённая без займов и ипотеки. По мнению расследователей, Брилёв обладает гражданством Великобритании, которое получил по прошествии 6 лет проживания и работы на территории страны в качестве сотрудника «Вестей» (1995—2001). Согласно опрошенным РБК юристам, правом голоса в этой стране обладают жители Великобритании, стран Содружества или ЕС, также высказывалась версия о возможном выходе Брилёва из гражданства Великобритании или включении его в списки избирателей без его ведома на основании факта регистрации.
На просьбу корреспондента РБК 22 ноября прокомментировать информацию о статусе подданного Великобритании Брилёв ответа не дал, сославшись на то, что ещё не успел ознакомиться с опубликованными материалами, и попросил перезвонить позже. Ирина Брилёва заявила корреспонденту «Дождя», что они с мужем не приобретали недвижимость в Великобритании, и у неё нет гражданства этой страны.
27 ноября Брилёв в социальной сети «Facebook» подтвердил, что у него есть британское гражданство и недвижимость в Лондоне, и пояснил, что факты получения гражданства и приобретения недвижимости в Великобритании он не скрывал от финансовых и налоговых органов и российские законы не нарушал. Однако публично Брилёв нигде не распространялся о своём британском гражданстве, и ни одно мировое или российское СМИ об этом факте ранее не сообщало. Телеэксперты обращали внимание на чрезмерно частые поездки Брилёва за счёт бюджета государственной телекомпании в Великобританию, а телеведущий Владимир Познер в целях защиты престижа российского государственного телевидения предложил Брилёву сдать британский паспорт, на что Брилёв ответил отказом.
Отмечалось, что членами общественных советов при МВД и Министерстве обороны, в которых состоял Брилёв, по закону не могут быть лица с иностранным и двойным гражданством. Эти ограничения вытекают из п. 5 указа президента РФ от 4 августа 2006 года № 842, согласно которому членами общественных советов при федеральных министерствах не могут быть лица, которые в соответствии с Федеральным законом от 4 апреля 2005 г. N 32-ФЗ «Об Общественной палате Российской Федерации» не могут быть членами Общественной палаты Российской Федерации. А согласно п. 2 статьи 7 Федерального закона «Об Общественной палате РФ», членами Общественной палаты «не могут быть лица, имеющие двойное гражданство». Данное ограничение дополнительно введено с 4 августа 2013 года Федеральным законом от 23 июля 2013 года N 235-ФЗ. Навальный обратился к министру обороны РФ С. К. Шойгу с требованием исключить Брилёва из общественного совета. 28 января 2019 года решением министра обороны России Сергея Шойгу Брилёв был исключён из состава общественного совета при Минобороны.
Пресс-секретарь президента РФ Дмитрий Песков отметил, что данная ситуация не красит журналиста и возможным её последствием является лишение права работать в Общественном совете Минобороны РФ. Заместитель председателя Общественного совета Минобороны РФ Александр Каньшин уточнил, что Брилёв не был ни на одном заседании совета. Председатель совета Павел Гусев не увидел проблем с членством Брилёва, поскольку определяющим фактором счёл наличие гражданства России; в этом плане случай Брилёва не уникален: так, в Совете при Президенте Российской Федерации по развитию гражданского общества и правам человека более 16 лет, до самой смерти, состояла правозащитница Людмила Алексеева, имевшая наравне с российским гражданство США. Также она, как и Брилёв, была членом Общественного совета при МВД России.

## Санкции
В Великобритании 31 марта 2022 года глава МИДа пополнила санкционный список 14 частными лицами и организациями, которые «представляют российскую пропаганду и государственные медиа, распространяющие ложь и обман о незаконном вторжении [Владимира] Путина на Украину», и среди этих 14 представителей пропаганды оказался и Брилёв. Перед этим министры британского правительства оказывали давление на британские ведомства с целью ввести санкции против Брилёва. Депутат от Лейбористской партии Стивен Киннок попросил министерство внутренних дел «принять меры, чтобы лишить [его] британского гражданства, запретить ему въезд в Великобританию и заморозить его британские активы». Киннок сказал: «Мне кажется, есть явные доказательства того, что Сергей Брилёв является пропагандистом Кремля и играет важную роль в поддержке путинской варварской войны в Украине»

Брилёв активно участвовал в распространении кремлевской дезинформации о вторжении России в Украину, а также поддерживал и пропагандировал российские военные действия, дестабилизирующие Украину и подрывающие или угрожающие территориальной целостности, суверенитету или независимости Украины.— UK SANCTIONS LIST PUBLICATION 4 мая 2022 года
Позднее, по аналогичным основаниям, был включён в санкционные списки Украины и Австралии.
3 февраля 2023 года внесён в санкционный список Канады как причастный к распространению российской дезинформации и пропаганды.

## Семья
Жена — Ирина (в девич. Константинова), владелица доли в управляющей компании многоквартирного жилого дома в лондонском районе Чизик. По данным СПАРК, владеет 50-процентной долей в компании «А. К. А. Агентство» (в 2017 г. чистый убыток равнялся 1,47 млн руб.) и вместе с мужем владеет «Организацией сотрудничества со странами Латинской Америки имени Беринга и Беллинсгаузена» (в 2016 году чистый убыток составлял 1,25 млн руб). Дочь Александра (род. 11.08.2006).

## Награды
- Орден Почёта (вручён 19 сентября 2014 года)[156],
- Орден Дружбы (27 ноября 2006 года)[157],
- Медаль «В память 300-летия Санкт-Петербурга» (2003),
- Медаль «В память 1000-летия Казани» (2005),
- Медаль «200 лет Консульской службе МИД России» (2009),
- Премия Президента Республики Казахстан в области средств массовой информации (2010)[158],
- Благодарность Президента Российской Федерации (6 февраля 2003 года) — «За активное участие в подготовке и проведении мероприятий с участием Президента Российской Федерации»[159],
- Благодарность Президента Российской Федерации (6 февраля 2003 года) — «За активное участие в подготовке и проведении мероприятий с участием Президента Российской Федерации»[159],
- Благодарность Президента Российской Федерации (23 апреля 2008 года) — «За информационное обеспечение и активную общественную деятельность по развитию гражданского общества в Российской Федерации»[160],
- Благодарность Президента Российской Федерации (2010)
- Финалист «ТЭФИ-1996» (номинация «Репортёр»)[161],
- Победитель «ТЭФИ-2002» (номинация «Ведущий информационной программы»)[162], «ТЭФИ-2006» (номинация «Ведущий информационно-аналитической программы»)[163] и «ТЭФИ-2018» (номинация «Ведущий информационной программы»)[164]. Кроме того, при Сергее Брилёве программа «Вести недели» дважды стала лауреатом «ТЭФИ» (2005, 2006) в номинации «Информационно-аналитическая программа»[165][166],
- Почетный гость (аналог «почётного гражданства») города Монтевидео (Уругвай)[167],
- Премия Службы внешней разведки РФ в области литературы и искусства имени Евгения Примакова за 2023 год — '"За создание документального фильма «'Арнольд Дейч. Последняя легенда»[168]

Лауреат премий «Лучшее перо России» (2002), «Мастер» (2004, Санкт-Петербург), «Карьера года» (в номинации «За смелое обращение с эфиром», 2007), «Честь выше прибыли» (в номинации «Премия имени Вольского», РСПП, 2009), «Хрустальное перо» (в номинации «Персона года», Татарстан, 2010),  премия Роспечати «За образцовое владение русским языком».

## Публикации
- Брилёв С.Б. Фидель. Футбол. Фолкленды. Латиноамериканский дневник. М.: Зебра-Е, 2008. - 278 с. ISBN 978-5-94663-5
- Брилёв С.Б.  Маленькая мировая война в Южной Америке (2013).
- Брилёв С.Б.  Страна — «заноза». К 80-летию разрыва отношений СССР и Уругвая (2016).
- Брилёв С.Б.  Огненная кругосветка. К 75-летию первого советского кругосветного плавания» (2017)
- Брилёв С.Б.  Нелегалы наоборот. Разведка. Девушки (2018)
- Брилёв С. Б. Забытые фронты Второй мировой войны. От Албании до Антарктиды. — М.: Кучково поле Музеон, 2022. — 344 с. — ISBN 978-5-907174-56-6.
- Брилёв С. Б., О'Коннор Б. Разведка. "Нелегалы" наоборот: взаимодействие спецслужб Москвы и Лондона времен Второй мировой. — М.: АСТ, 2019. — 462 с. — (Легенды мировых войн). — ISBN 978-5-17-111386-5.
- Брилёв С. Б. Забытые союзники во Второй мировой войне. — М.: ОлмаМедиаГрупп, 2012. — 712 с. — ISBN 978-5-373-04750-0.
- Брилёв С.Б. Разведка. «Иван» наоборот: взаимодействие спецслужб Москвы и Лондона в 1942-1944 гг. М.: АСТ, 2021. ISBN 978-5-171-2688-6